# Гленален (Аљаска)
Гленален (енгл. Glennallen) насељено је место без административног статуса у америчкој савезној држави Аљаска.

## Демографија
По попису из 2010. године број становника је 483, што је 71 (-12,8%) становника мање него 2000. године.
| Група             | 2000.       | 2010.       |
| Белци             | 469 (84,7%) | 373 (77,2%) |
| Афроамериканци    | 1 (0,2%)    | 2 (0,4%)    |
| Азијати           | 1 (0,2%)    | 3 (0,6%)    |
| Хиспаноамериканци | 3 (0,5%)    | 7 (1,4%)    |
| Укупно            | 554         | 483         |